# Штакельберг, Эвальд Антонович
Барон Э́вальд Анто́нович фон Шта́кельберг (1847 — 1909) — российский флотоводец, вице-адмирал.

## Биография
Родился 9 (21) февраля 1847 года в семье барона Отто-Александра фон Штакельберга. Его мать — сестра Георга, Александра и Магнуса Бреверн Иоганна-Катарина-Магдалена (1816—1887).
Учился в Морском училище, которое окончил в 1871 году. В 1871-1873 годах в должности ревизора на корвете «Баян» совершил кругосветное плавание и 31 июля 1873 года был отмечен орденом Св. Станислава 3-й степени; 31 марта 1874 года был произведён в лейтенанты. В 1876 году окончил Минный офицерский класс.
Участвовал в русско-турецкой войне и был награждён орденом Святого Владимира 4-й степени с мечами и бантом и орденом Святого Станислава 2-й степени с мечами и бантом; 12 июня 1877 года «за отличие при устройстве минных заграждений и атаке турецких мониторов на Дунае» награждён золотым оружием с надписью «За храбрость».
В 1886 году — Старший офицер корвета «Аскольд», затем (до 1889) — старший офицер фрегата «Генерал-адмирал»; с 1889 — старший офицер корвета «Аскольд».
В 1890 году был назначен командиром канонерской лодки «Гроза»; в 1890—1892 годах — командир канонерской лодки «Гремящий»; в 1893—1894 — командир учебного судна «Скобелев». В 1895 году был произведён в чин капитана 1-го ранга.
В 1896—1901 годах — командир императорской яхты «Полярная звезда»; 4 января 1901 года «за отлично-усердную и ревностную службу» удостоился Монаршего благоволения, а 6 декабря того же года был произведён в контр-адмиралы.
С сентября 1902 года — начальник отдельного отряда судов, идущих в Тихий океан (2 броненосца, 6 крейсеров, 8 миноносцев). По прибытии в Порт-Артур — младший флагман эскадры Тихого океана. С 20 июня 1903 года — начальник отряда в составе крейсеров «Россия», «Громобой», «Рюрик», «Богатырь» и транспорта «Лена». Перешёл с отрядом из Порт-Артура во Владивосток и 29 января 1904 года сдал командование из-за болезни. Участвовал 9—14 февраля 1904 года в первом боевом походе отряда крейсеров в качестве пассажира на флагманском крейсере «Россия».
В 1904—1907 годах — младший флагман Балтийского флота. Был председателем третейского суда офицеров флота, снявшего обвинения в адрес Н. Л. Кладо; членом комиссии, разбиравшей результаты боя 10 августа 1904 года в Жёлтом море; членом комиссии, разбиравшей результаты Цусимского сражения.
В 1908 году был уволен в отставку с присвоением звания вице-адмирала.
Умер 29 августа 1909 года.